# Israel Brodie
Pour les articles homonymes, voir Brodie.
Israel Brodie (Sir Israel Brodie) (né le 10 mai 1895 à Newcastle upon Tyne (Royaume-Uni et mort le 13 février 1979, dans le borough londonien de Lambeth, Londres, Royaume-Uni) est le grand-rabbin du Royaume-Uni et du Commonwealth de 1948 à 1965.

## Biographie
Israel Brodie est né le  10 mai 1895 à Newcastle upon Tyne (Royaume-Uni est le second fils de Uri Aaron Brode (né en 1843) et de Sheina (Jane) Magid, originaires de Kovno (Kaunas) en Lituanie.
Israel Brodie a une sœur, Minnie Yehudit Sheink (née en mars 1898 et morte en mars 1997), et un frère, Maurice Brodie.
Il épouse Fanny Levine.

### Études
Israel Brodie vient d'une famille religieuse incluant des rabbins.
Il étudie au Rutherford College of Technology (université de Northumbria) de Newcastle upon Tyne.
Désirant devenir un rabbin, en 1912 il commence des études simultanément au University College de Londres et au Jews' College de Londres (aujourd'hui connu comme London School of Jewish Studies (École d'études juives de Londres)  (B.A. en 1915). Il finit ses études en hébreu, araméen et syriaque avec first class honors. Il continue au Balliol College de l'université d'Oxford en 1916 (B.A. Litt. en 1921).

### Première  Guerre mondiale
Durant la Première Guerre mondiale, il interrompt ses études pour devenir aumônier militaire de l'armée britannique en France de 1917 à 1919.